# Bão Leslie (2018)
Bão Leslie là xoáy thuận mạnh nhất đổ bộ Bán đảo Iberia kể từ năm 1842. Là một cơn xoáy thuận nhiệt đới lớn, kéo dài và bất thường, Leslie là cơn bão được đặt tên thứ 12 và là cơn bão thứ 6 trong mùa bão Bắc Đại Tây Dương 2018. Với nguồn gốc không có tính nhiệt đới, cơn bão phát triển từ một hệ thống áp thấp lớn phía bắc Đại Tây Dương vào ngày 22 tháng 9. Vùng thấp nhanh chóng đạt các đặc tính cận nhiệt đới và được phân loại là Bão cận nhiệt đới Leslie vào ngày sau đó. Xoáy thuận di chuyển gấp khúc trên vùng biển phía bắc Đại Tây Dương và dần yếu đi, trước khi nhập vào một hệ thống frông vào ngày 25 tháng 9 và sau đó mạnh lên thành một vùng thấp mạnh với sức gió tương đương bão trên vùng biển Bắc Đại Tây Dương.
Mặc dù Xoáy thuận hậu nhiệt đới Leslie bắt đầu yếu đi vào ngày 27 tháng 9, nó lại đồng thời lấy lại các đặc tính cận nhiệt đới, và tới cuối ngày 28 tháng 9, Leslie một lần nữa chuyển thành một cơn bão cận nhiệt đới. Leslie dần mạnh lên, trở thành bão cuồng phong vào đầu ngày 3 tháng 10, và sau đó đạt cường độ cao nhất với sức gió 130 km/h (81 mph). Leslie dần yếu đi, cường độ giảm còn tương đương bão nhiệt đới vào ngày 4 tháng 10. Xoáy thuận tiếp tục yếu dần trước khi bắt đầu mạnh lên trở lại vào ngày 8 tháng 10. Vào ngày 10 tháng 10, Leslie đạt cường độ bão cuồng phong lần thứ hai. Leslie tiếp tục dần mạnh lên, đạt cường độ cao nhất với sức gió duy trì vào khoảng 150 km/h (93 mph) và áp suất trung tâm tối thiểu 969 hPa (28,6 inHg) vào ngày 12 tháng 10. Sau đó Leslie bắt đầu yếu dần trong ngày sau đó, trong khi tăng tốc tiến về phía đông trước khi thành một xoáy thuận ngoài nhiệt đới ngay ngoài khơi Bồ Đào Nha vào ngày 13 tháng 10, và sau đó nhanh chóng đổ bộ đất liền. Hoàn lưu sau bão tiếp tục di chuyển về hướng tây và nhanh chóng yếu đi và tan vào ngày 16 tháng 10 trên khu vực phía tây nước Pháp.
Bão Leslie đã khiến chính quyền phải đưa ra các cảnh báo và theo dõi bão nhiệt đới tại Đảo Madeira, lần đầu tiên trong lịch sử tại đây. Cơn bão làm 16 người chết, bao gồm 2 người ở Bồ Đào Nha và 14 người ở Pháp.

### Nguồn gốc và lần đầu thành bão ngoài nhiệt đới

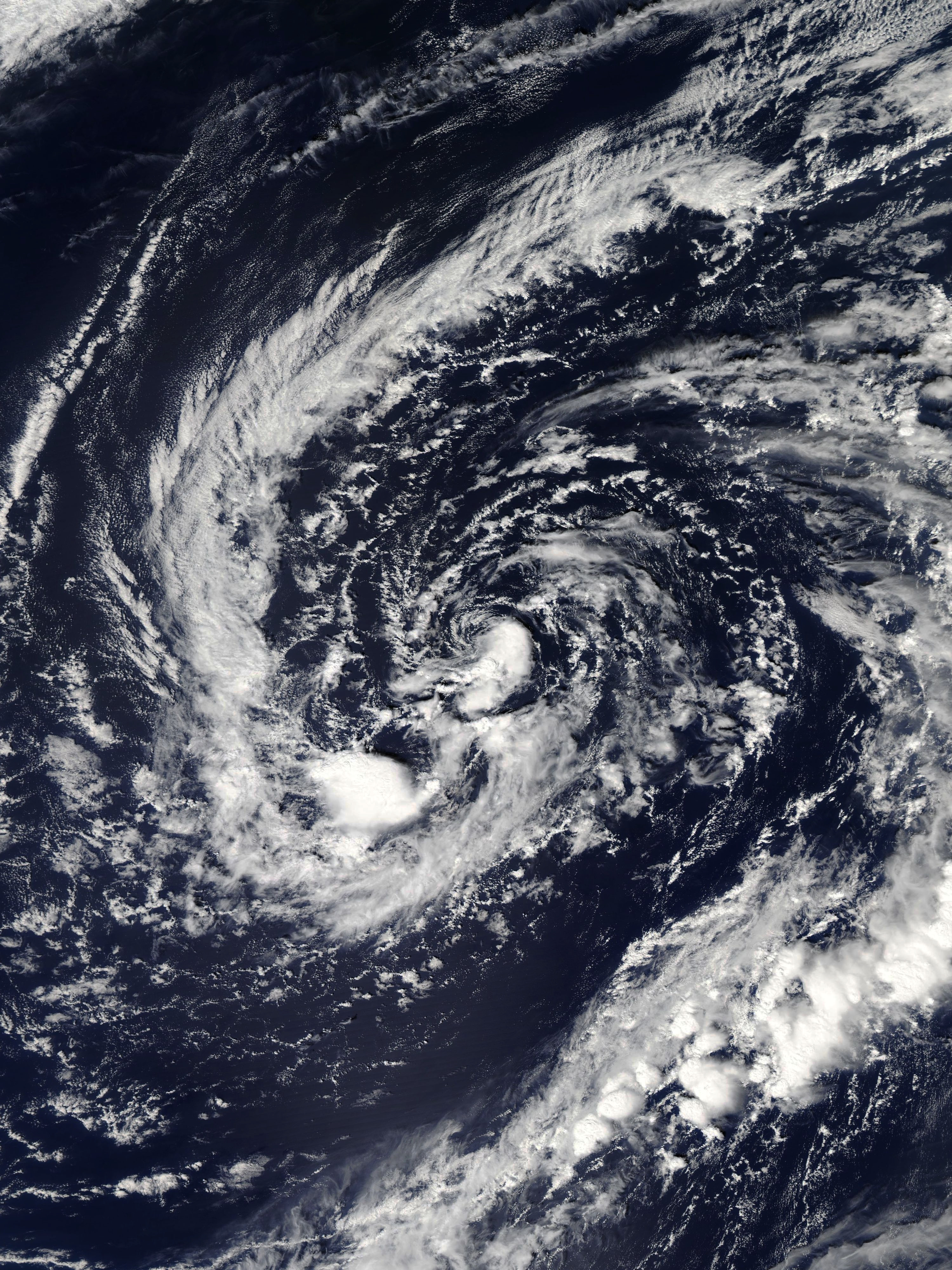
Leslie ngay sau khi được phân loại là bão cận nhiệt đới vào ngày 23 tháng 9

### Trở thành xoáy thuận nhiệt đới, lần mạnh nhất đầu tiên và yếu dần

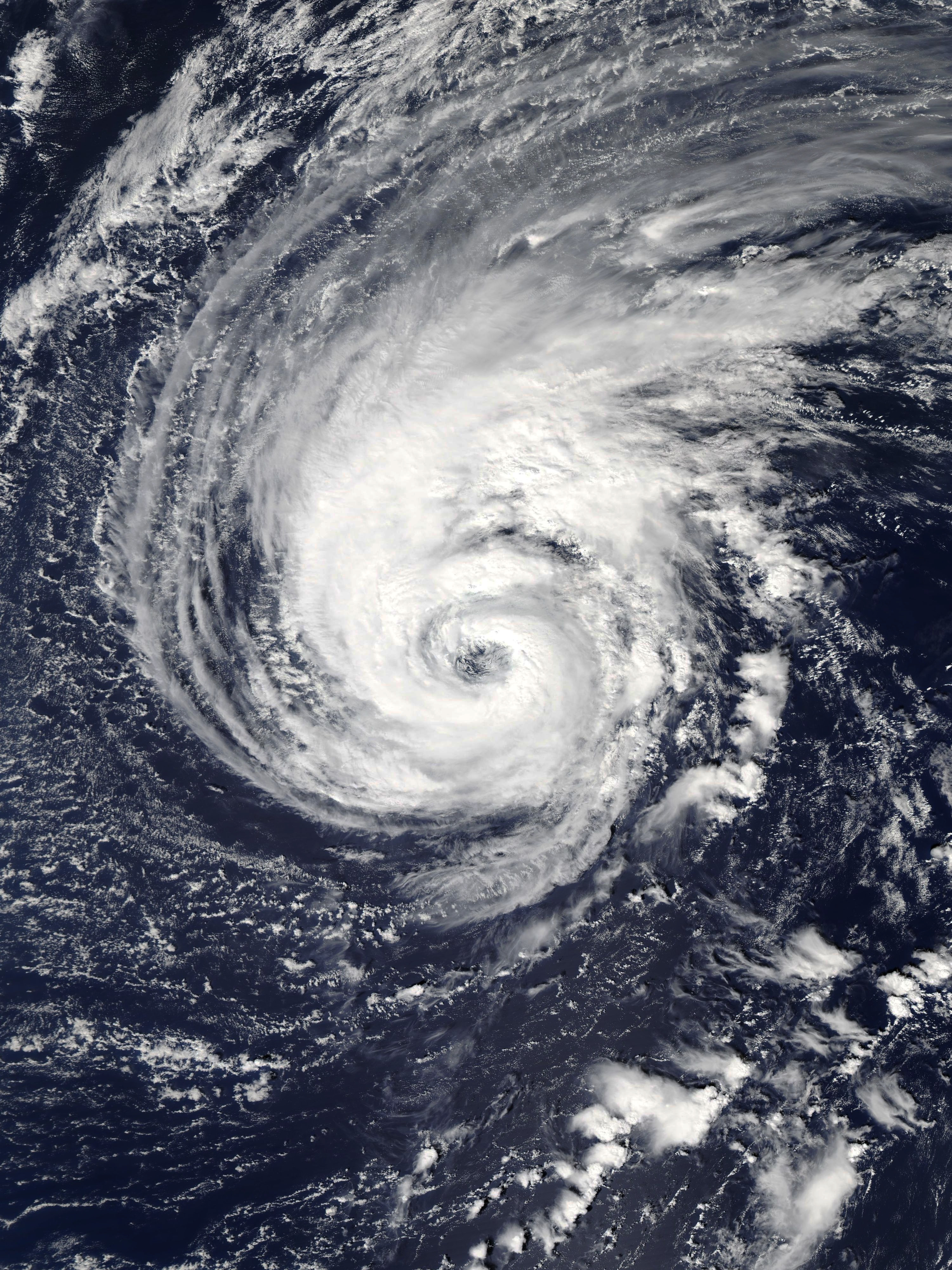
Bão Leslie đạt cường độ cao nhất lần đầu vào ngày 3 tháng 10

### Cường độ mạnh nhất, lần thứ hai trở thành ngoài nhiệt đới và tan biến

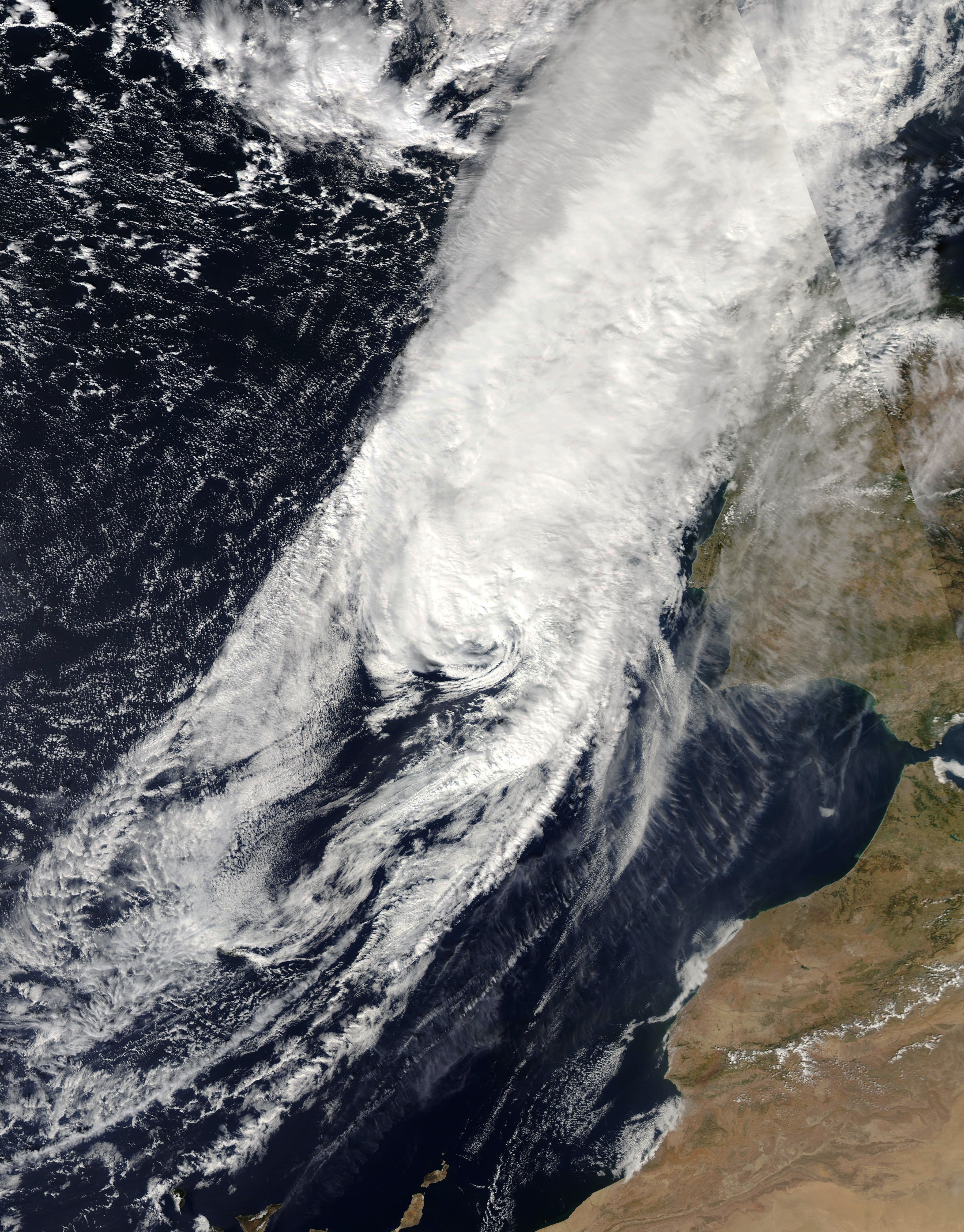
Bão Leslie tiếp cận Bán đảo Iberia vào ngày 13 tháng 10

## Lịch sử khí tượng